# 사경회
사경회(査經會, 영어:  Bible Conference Movement)는 일정기간 성경을 가르치고 배우는 교회의 특별 모임이다. 주로 한국교회에서는 사경회(査經會)의 목적은 성경을 집중적으로 강의함으로써 신앙을 강화하고 삶을 변화시키는데 강조를 하는 것이다. 부흥회는 말씀의 증거나 체험적 증거나 은사적 사역을 강조하지만 사경회는 이런 면들을 배제하고 전적으로 성경 말씀 중심의 집회가 중심이 된다. 사경회운동은 초기 한국 교회(개신교)의 성장의 원동력이 되었다.

## 사경회의 시작
언더우드(Underwood, H. G, 元杜尤)는 1890년 광화문에 있는 자신의 집 사랑방에 7명의 교인을 모아 놓고 성경 공부를 시작하면서 이 모임을 사경반(査經班)이라고 불렀다. 같은 해 6월 중국에 있던 존 리빙스톤 네비우스(Nevius, J. L.)를 초청하여 세미나를 개최하였는데, 그 결과 채택한 ‘선교 사업방안’에서 한국인 스스로가 성경을 공부하는 운동을 일으키게 하였다. 전국의 교회들은 성경 공부에 열중하게 되었고, 각 교회 또는 선교지구를 중심으로 각 지방에서 광범위하게 사경운동이 전개되었다. 1910∼1929년까지 약 20년간 연 129만2000명이 참석하였는데, 이는 연평균 6만4000명이 된다. 이런 한국교회의 사경회는 전 세계 기독교인들에게 널리 알려지게 되었는데 그 중에 아더 태펀 피어선 박사도 한국에서 와서 이 사경회에 큰 감동을 받고 후에 피어선성경기념학원 현 평택대학교를 설립하게 되었다.

## 사경회 내용
사경회는 며칠간 하기 때문에 먼곳에 있는 신자들은 먹을 양식에 가지고 참석하였다. 사경회 강의 과목으로는 성경학교의 강의 내용과 유사하였는데 신학반(神學班) 역할을 하여 학습자들에게 필요한 곳에 따라서 조사(助事, Helper)를 파송하는 것이 목적이었다. 교육 과정주로 4복음서, 예수의 생애, 바울서신, 교리문답, 주기도문, 십계명, 사도신경 등이었고, 응용과목으로 주일학교 교수법·경영법·기도법·개인 전도법·상담·회의법 등이 있었으며, 토의시간도 있었다. 여전도회 사경회에서는 아동교육·건강위생법·새 생활운동 등 실제적인 과정도 배려되어 있었다. 집회시간은 새벽 기도회부터 시작하여 오전에는 성경 공부를 하고 오후에는 반을 나누어 일반상식 과목을 다루었으며, 그 다음에는 모두가 흩어져 축호전도(逐戶傳道)와 노방전도(路傍傳道)를 하게 하였다. 그 뒤 이것이 부흥사경회로 발전하여 집회를 통한 심령의 체험과 영력을 얻는 계기가 되어 부흥운동의 기틀이 되기도 하였다.

## 사경회의 변화
사경회가 지닌 가장 큰 구실은 성경 공부를 통한 신앙훈련의 과정으로, 체험을 통하여 새로운 삶의 지혜와 능력을 얻게 하는 데 있었다. 그 뒤 일제의 압박에 의해 점차 사경회운동이 위축되고 심령부흥회와 같은 부흥운동으로 변모해 갔다. 사경회의 규모도 지방사경회, 도사경회, 제직사경회, 대사경회, 소사경회, 여사경회 등 다양했다. 사경회에 등급을 두어 진급하게 하고 사경회를 마치면 진급증(수료증)을 수여하기도 했다. 그러나 1980년 이후에 한국교회는 사경회는 점점 사라지고 축복부흥회와 은사부흥회로 변질되었다.

## 참고 문헌
- 『한국기독교성장사(韓國基督敎成長史)』(김광수, 기독교문사, 1976)
- The Christian of Korea(Moffett, S. H., Friendship Press, New York, 1962)
- [네이버 지식백과] 사경회 [査經會] (한국민족문화대백과, 한국학중앙연구원)
- [네이버 지식백과] 사경회 [査經會, bible study] (교회용어사전 : 예배 및 예식, 2013. 9. 16., 생명의말씀사)
- [네이버 지식백과] 사경회 [査經會] (두산백과)

## 같이 보기
- 부흥회
- 평양대부흥회
- 존 리빙스톤 네비우스